# Jan Lievens
Jan Lievens (Leiden, 24 oktober 1607 - Amsterdam, 4 juni 1674) was een Nederlands kunstschilder en tekenaar, die in zijn jonge jaren nauw met Rembrandt van Rijn samenwerkte.

## Biografie

### Vroege jaren
Lievens werd geboren in Leiden, volgens Arnold Houbraken als zoon van Lieven Hendriksz., een borduurder en Machtelt Jans van Noortzant. Toen hij acht jaar was, ging Lievens in de leer als schilder, eerst in Leiden bij Joris van Schooten, en twee jaar later bij Pieter Lastman in Amsterdam. Nauwelijks veertien jaren oud, was hij terug en deed iedereen versteld staan met zijn teken- en schilderwerken. Rembrandt werd in 1625 ook leerling van Lastman, maar die keerde na een half jaar terug naar Leiden.
Stadhouder Maurits van Nassau, prins van Oranje, kocht omstreeks 1620 een levensgroot schilderij van Lievens, dat een man voorstelt, die leest bij het licht van brandend turf. Via de Engelse ambassadeur kwam het werk bij koning Jacobus I van Engeland. Hierdoor werd hij op 31-jarige leeftijd uitgenodigd aan het Engelse hof te komen werken.

### Meesterschap
Tussen 1632 en 1634 werkte Lievens in Londen. In Engeland schilderde hij een portret van Thomas Howard. Van 1635-44 woonde hij in Antwerpen en trouwde 23 december 1638 met Suzanne Colyn de Nole, de dochter van de beeldhouwer Michiel Colyns. Lievens werkte in Antwerpen samen met Adriaen Brouwer. Na de dood van zijn eerste vrouw hertrouwde hij in 1648 met Cornelia, de zuster van Jan de Bray.
Amalia van Solms liet hem in 1650 een bijdrage leveren aan de decoratie van de Oranjezaal in Huis ten Bosch. Tussen 1653 en 1655 werkte hij aan slot Oranienburg voor Amalia's dochter Louise Henriëtte van Nassau, echtgenote van Frederik Willem van Brandenburg. Na als hofschilder in Den Haag en Berlijn te hebben gewerkt, verhuisde Lievens naar Amsterdam. Na de dood van Govert Flinck in 1660 kregen Lievens, Jordaens, Jurriaen Ovens en Rembrandt door de gebroeders Cornelis en Andries de Graeff de opdracht een aantal grote schilderijen (5,5 × 5,5 m.) te leveren voor de decoratie van het nieuwe stadhuis in Amsterdam. Ook Ferdinand Bol heeft, tevergeefs, schetsen gemaakt in de hoop een opdracht te kunnen krijgen. Rembrandt kreeg zijn werk De samenzwering van de Bataven onder Claudius Civilis teruggestuurd, terwijl dat van Lievens, Brinio op het schild geheven, nog op zijn plaats hangt. In 1663 reisde hij samen met Gerbrand van den Eeckhout naar Gelderland.
Een tiental jaren voor zijn dood noemde Lievens zichzelf nog ongeëvenaard in heel Europa. Hoewel hij erkend werd als een topschilder werd hij niet rijk van zijn kunst. Mogelijk leefde hij op te grote voet of hij raakte na 1672, toen de kunstmarkt instortte, in financiële moeilijkheden. Zijn kinderen weigerden de erfenis te aanvaarden.
Lievens' correspondentie met Johan de Witt en Pieter de Graeff bevindt zich in het Amsterdam Museum.

## Lievens en Rembrandt
Lievens' werk is sterk verweven met dat van Rembrandt, met wie hij in zijn vroege periode nauw samenwerkte en mogelijk van 1626 tot 1631 een atelier deelde. Hun ambitie, hun aanvankelijke thematiek en stijl vertoonden sterke overeenkomsten en wederzijdse beïnvloeding. Constantijn Huygens, secretaris van stadhouder Frederik Hendrik, bezocht Lievens en Rembrandt te Leiden in 1628. Hij heeft die ontmoeting beschreven en hun werk vergeleken. Lievens toonde originaliteit en durf, Rembrandt meer diepte en inzicht. Beide jongemannen waren koppig - volgens Huygens - omdat ze weigerden naar Italië te gaan om hun stijl te verbeteren.
Lievens begon in het najaar van 1625 met etsen. We kennen uit die tijd twee prenten, De besnijdenis en De vlucht naar Egypte, die lange tijd aan Rembrandt werden toegeschreven. In 1628 begon ook Rembrandt met etsen. Het is waarschijnlijk dat Lievens hem dat heeft geleerd. Volgens Rembrandtkenner Gary Schwartz en anderen ontleende Rembrandt veel vroeg materiaal aan Lievens. Rembrandt heeft een aantal oosterse koppen van Lievens nageëtst en die, zonder de naam van Lievens te vermelden, onder zijn eigen naam op de markt gebracht. Bovendien antedateerde Rembrandt enkele van zijn werken, zodat het leek of Lievens door hem geïnspireerd was in plaats van andersom. Rembrandt zette ook in de jaren na 1630 zijn naam onder een aantal schilderijen en etsen van Lievens. Over contacten tussen Rembrandt en Lievens na 1631 is niets bekend. Rembrandt verkocht een schilderij van Jan Lievens na zijn faillissement.
Jan Lievens werd in zijn tijd in Leiden als een wonderkind beschouwd. Hij was in zijn geboortestad duidelijk populairder dan Rembrandt. Ook in de autobiografie van Huygens is een zekere voorkeur voor Lievens merkbaar. Dat beeld wordt bevestigd door de Beschryvinge der stad Leyden van Jan Janszoon Orlers uit 1641. Zijn tekst over Lievens is bijna twee keer zo lang als die over Rembrandt. Orlers hield op met schrijven over Rembrandt toen deze Leiden verliet, terwijl hij over Lievens nog uitgebreide informatie geeft tot aan 1640, kort voordat zijn boek verschijnt. Ook in het traktaat Lof der Schilder-konst van Philips Angel, dat in 1642 verscheen, krijgt Lievens veel meer aandacht dan Rembrandt.

## Werk en stijl
Lievens schilderde in 1628-1629 een portret van Constantijn Huygens, die hierover schreef:
Zijn verlangen (om mijn gezicht te schilderen) was zo onweerstaanbaar, dat hij al na een paar dagen (na de uitnodiging aan Lievens) kwam aanzetten, met de verklaring dat hij vanaf dat eerste moment 's nachts niet meer had kunnen slapen en overdag zo in de war was geweest dat hij niet had kunnen werken. Zo onafgebroken was mijn beeld hem bijgebleven, dat hij niet langer meer kon wachten om zijn geestdrift te bevredigen.
Lievens zag hierin waarschijnlijk een mogelijkheid zijn naam bekend te maken, omdat Huygens Frederik Hendrik in kunstzaken adviseerde, dik bevriend was met de Engelse ambassadeur en veel invloedrijke mensen kende.
Jan Lievens was een historie- en portretschilder. Lievens maakte echter - anders dan Rembrandt  - ook wel stillevens. Na 1632 maakte Lievens' stijl grote veranderingen door. Tijdens zijn driejarig verblijf in Engeland onderging hij invloed van de schilderijen van Anthony van Dyck en in Antwerpen van Rubens. Lievens' stijl werd barok en hij schilderde meer dan levensgroot.
Een van Lievens' bekendste schilderijen is een Jongensportret (dat door Rembrandt is geretoucheerd). Lievens maakte vermoedelijk ook een portret van Rembrandt, herkenbaar aan zijn krullende bruine haar. Rembrandt is afgebeeld in een fantasiekostuum, met een muts, een militaire ringkraag en een lichte halsdoek. Dit is een voorbeeld van Lievens' overeenkomst met de stijl van Rembrandt en Caravaggio: veel donkere tinten en sterk clair-obscur. Zijn portret van Robert Kerr, een graaf uit Schotland, kunstkenner, schrijver en kamerheer, die als een van de eersten schilderijen van Rembrandt in Engeland introduceerde en na de onthoofding van Karel I van Engeland in armoedige omstandigheden in de Republiek leefde, wordt als zeer sterk aangemerkt.

## Galerij

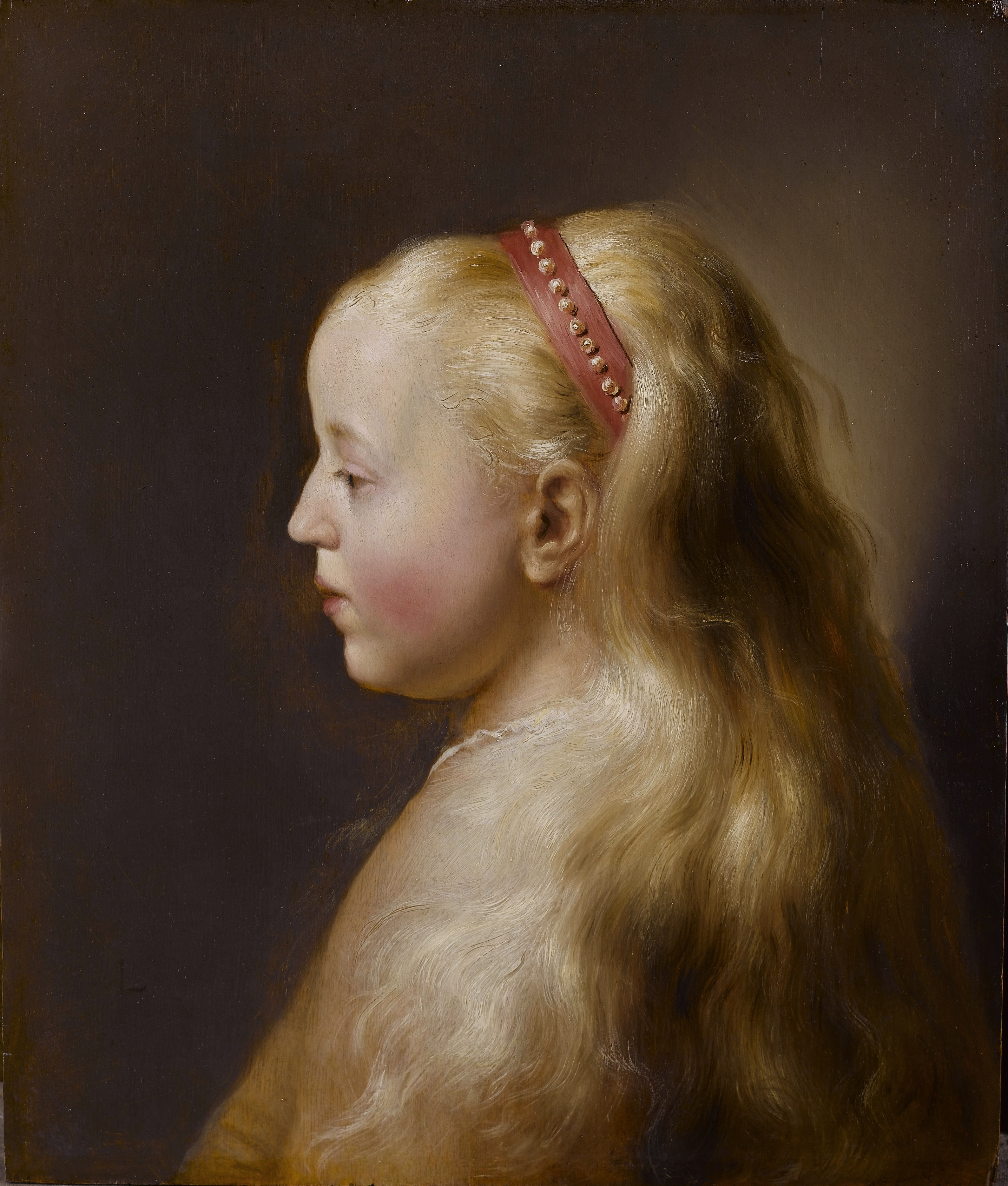
Kop van een meisje met lang blond haar
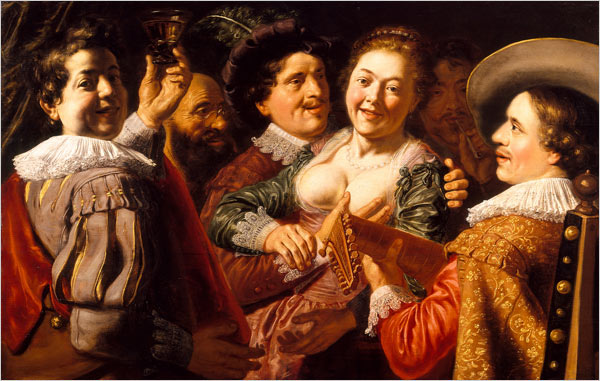
Allegorie van de zintuigen, 1622
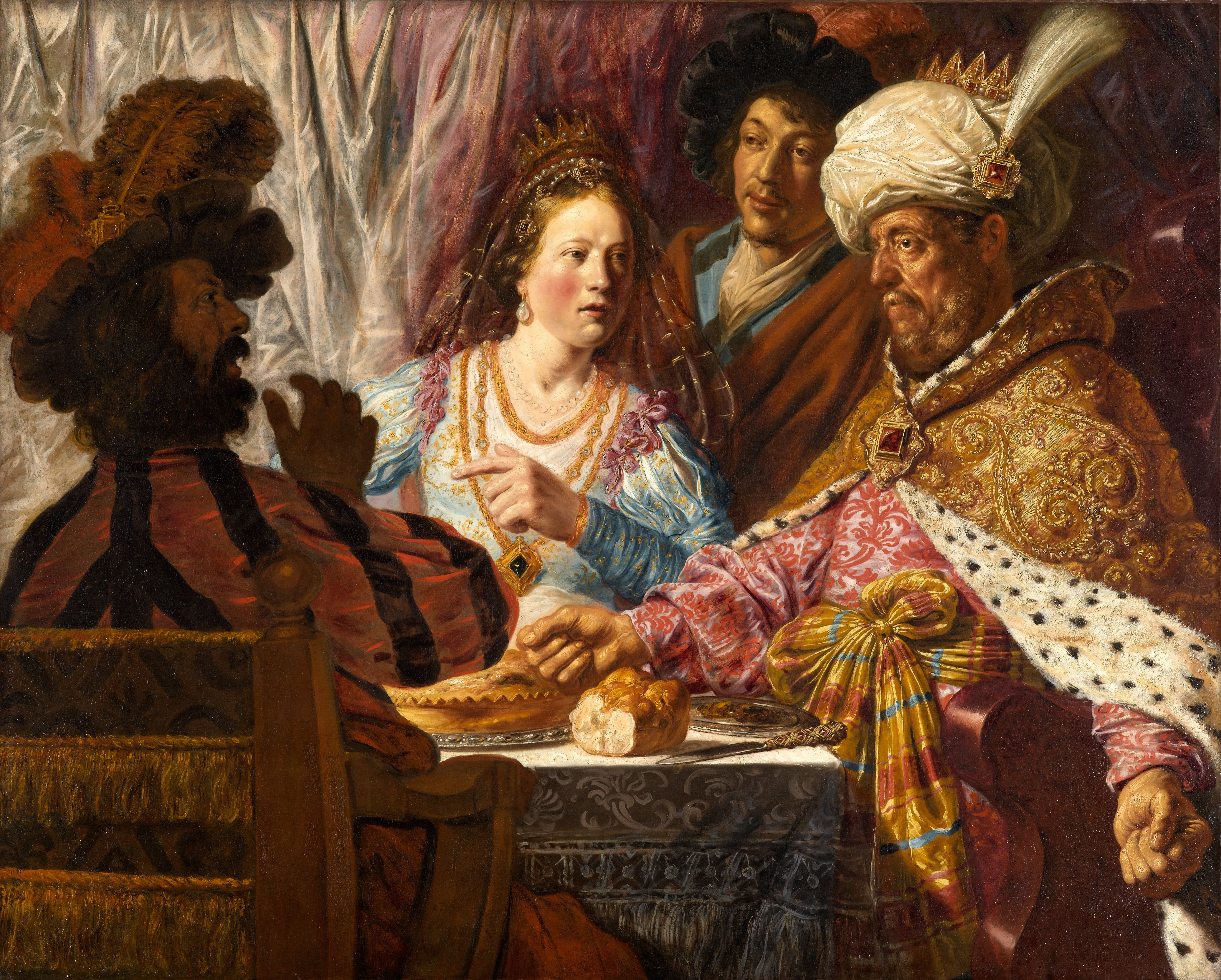
Feest van Esther, 1625
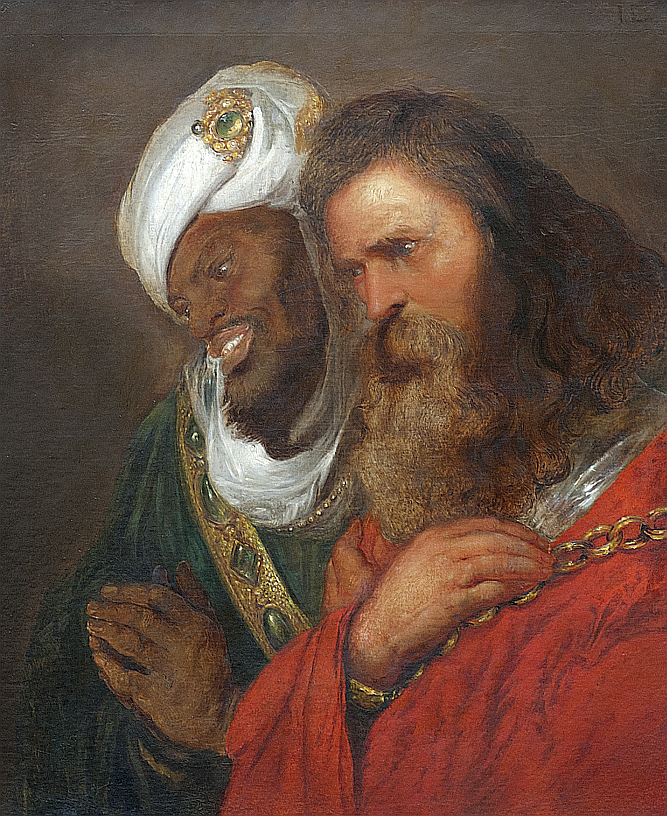
Koning Saladin naast een geketende koning Guy van Lusignan, 1625
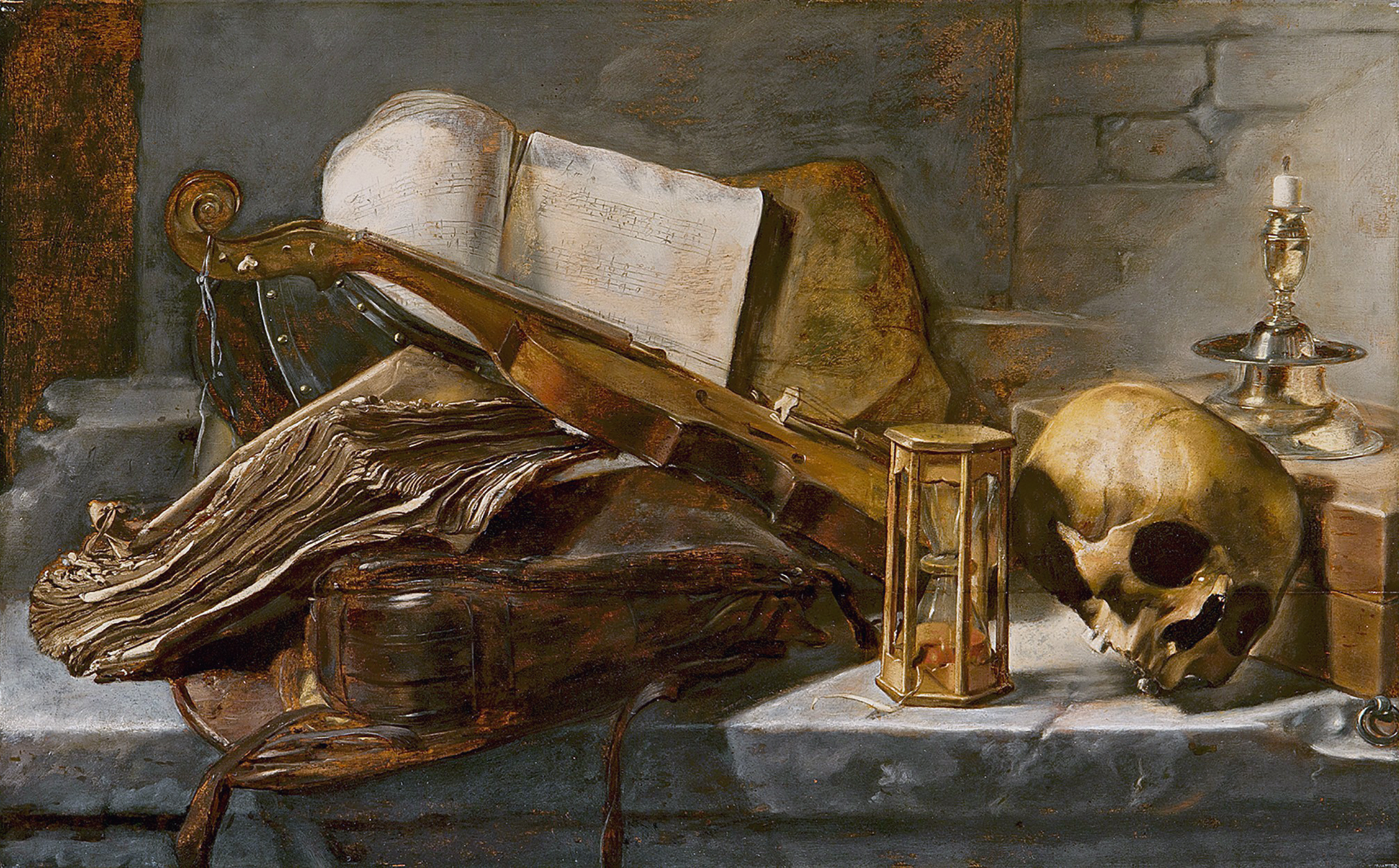
Vanitasstilleven, 1627
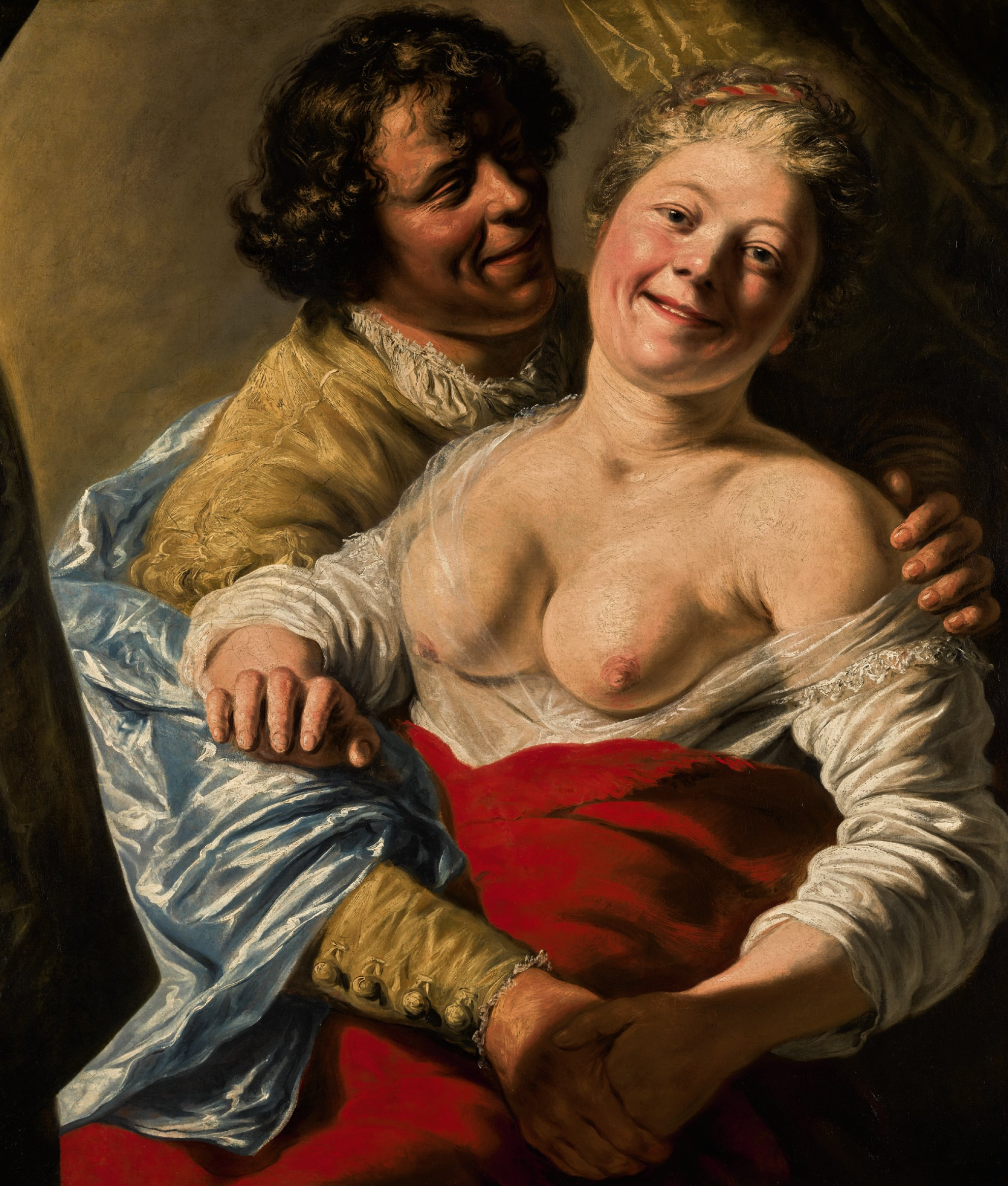
Jongeman die een jonge vrouw omhelst, ca. 1627/1628
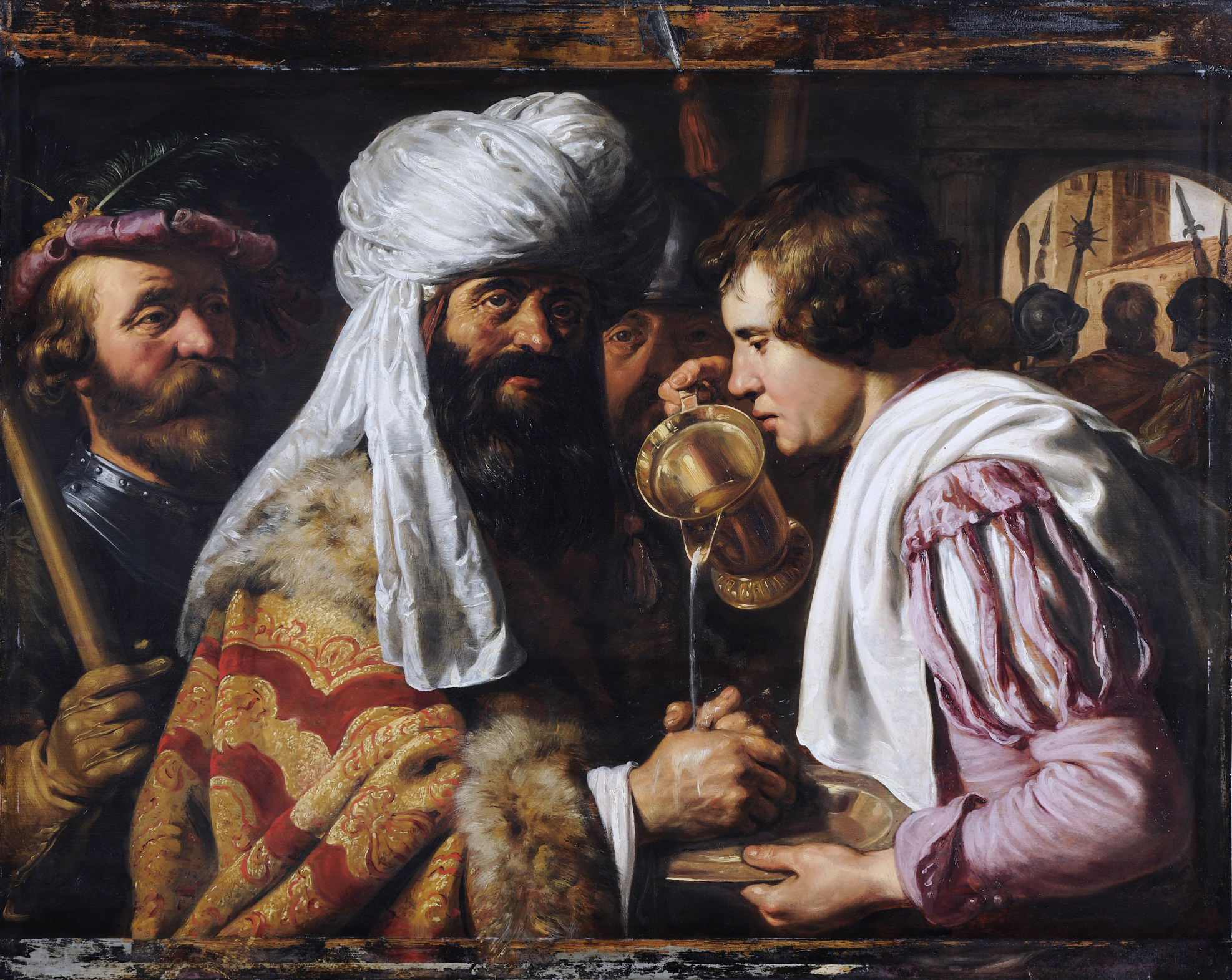
Pilatus wast zijn handen in onschuld, Museum De Lakenhal, Leiden
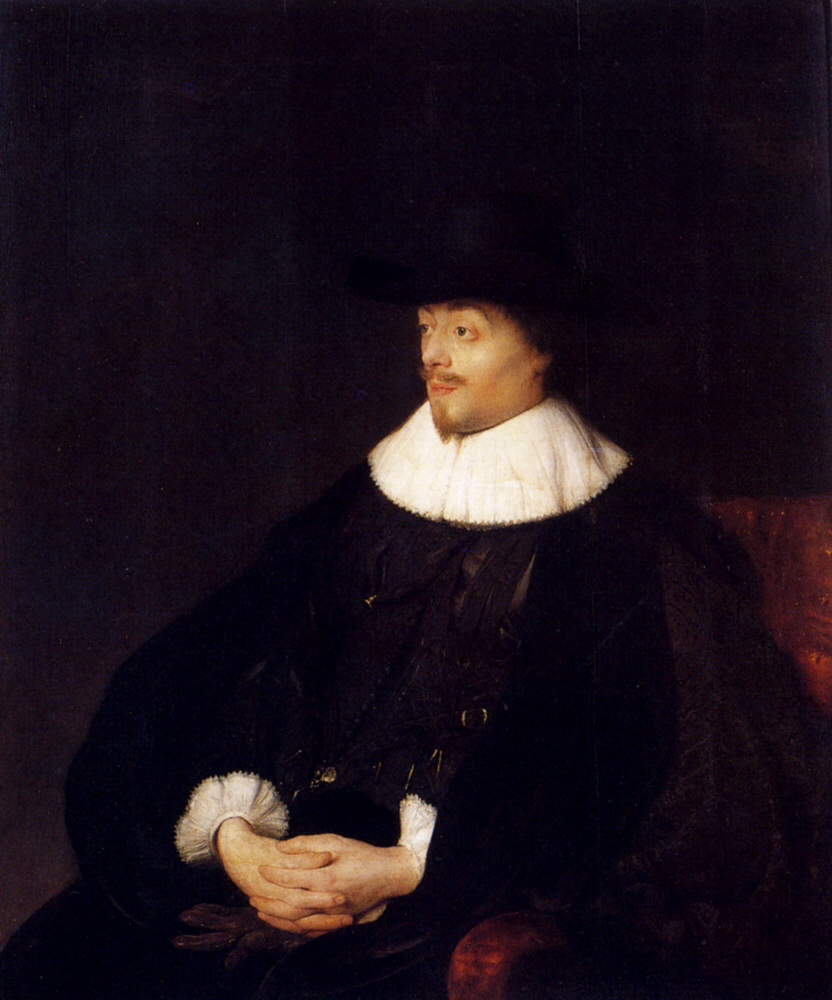
Portret van Constantijn Huygens, ± 1628
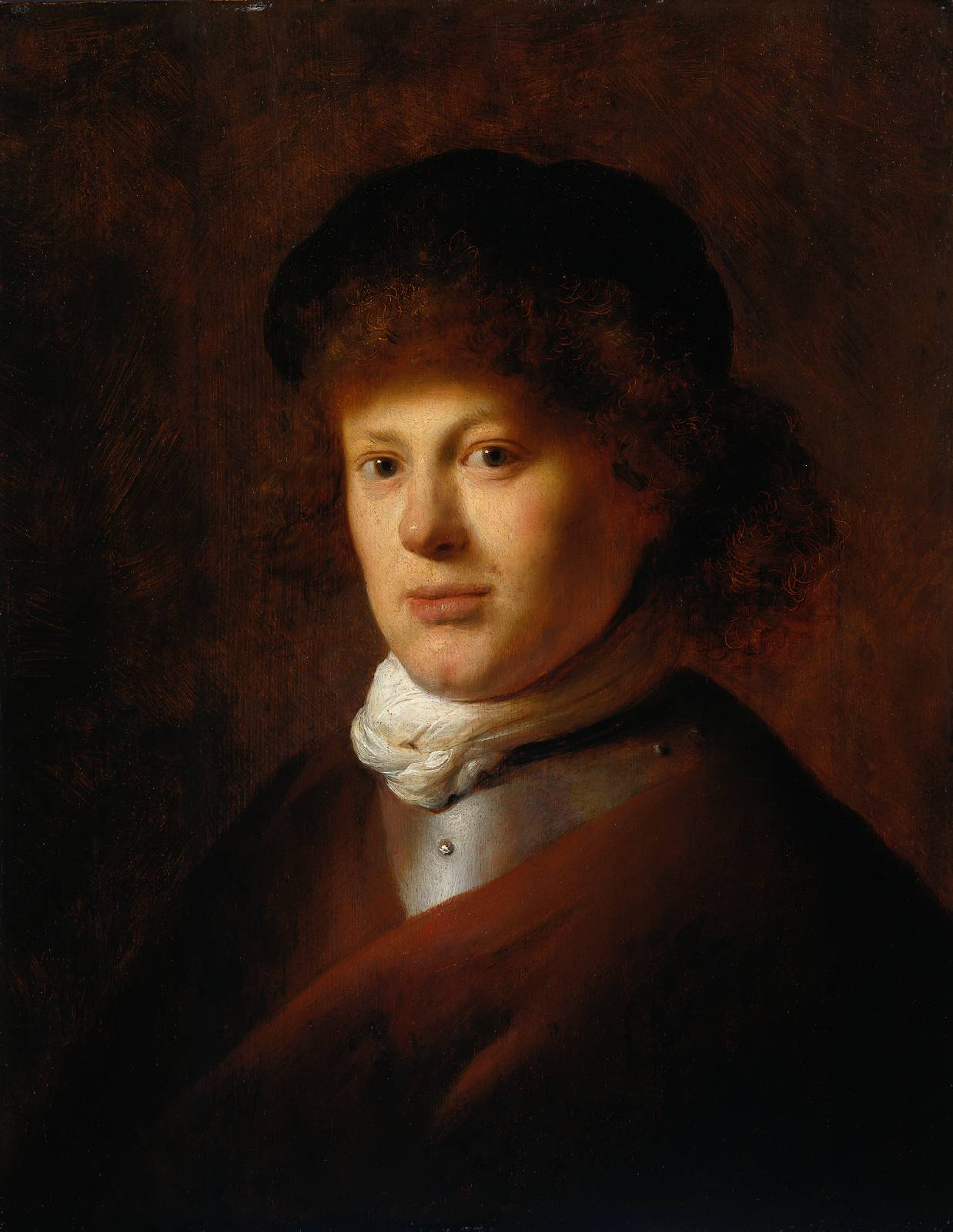
Portret van Rembrandt, mogelijk 1629, Rijksmuseum Amsterdam
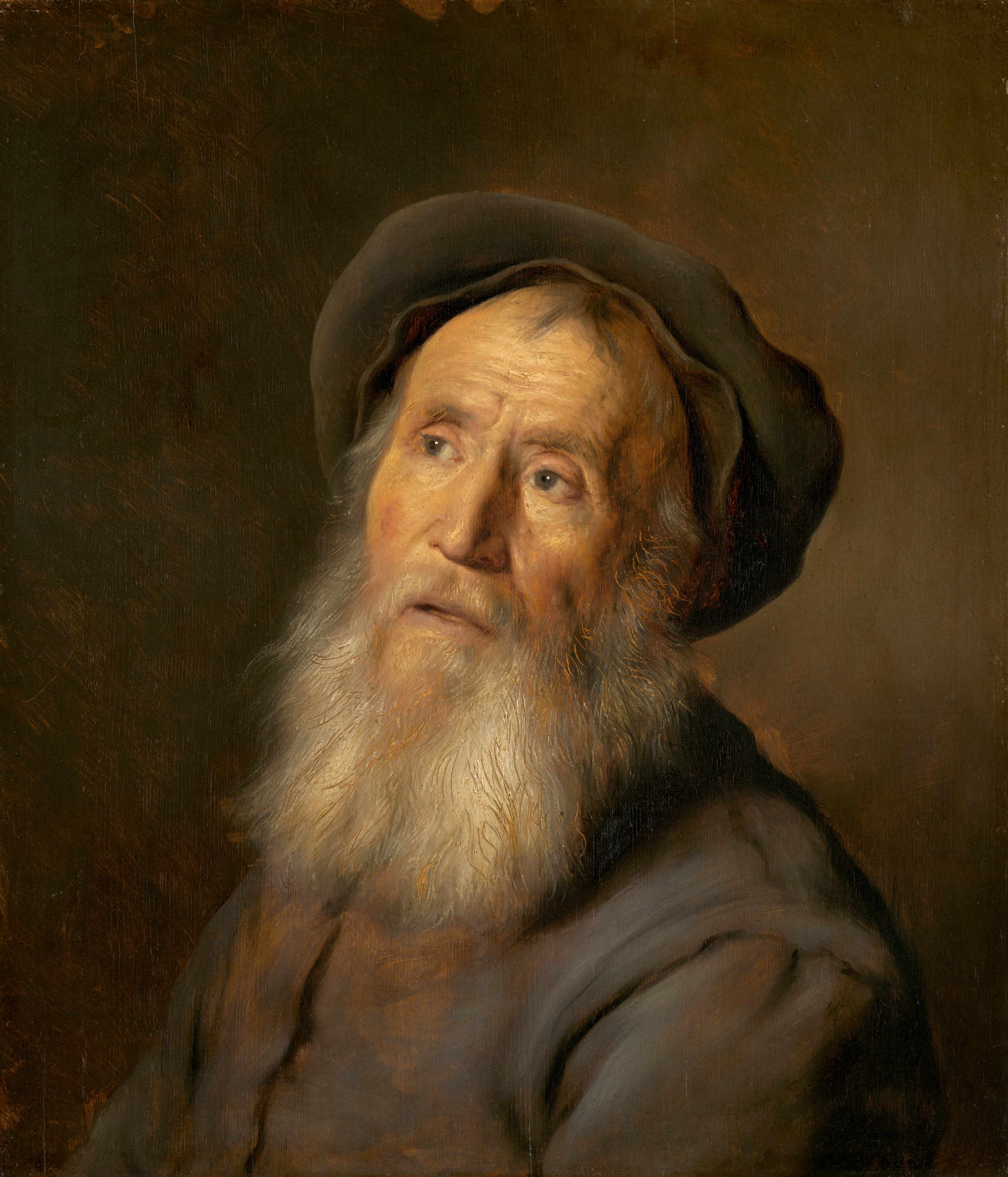
Gebaarde man met baret, 1630, National Gallery of Art, Washington, D.C.
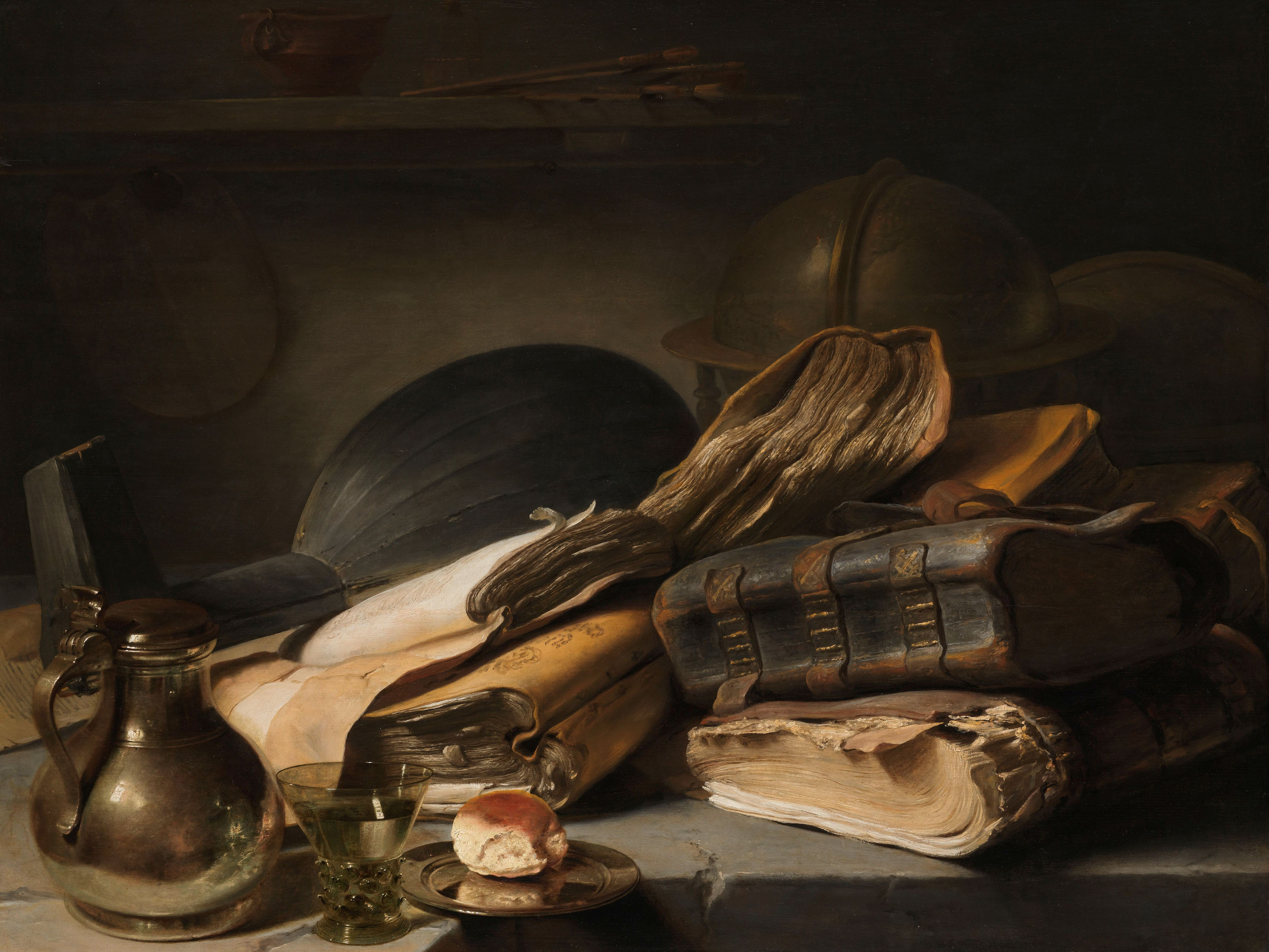
Stilleven met boeken, ca. 1630, Rijksmuseum, Amsterdam
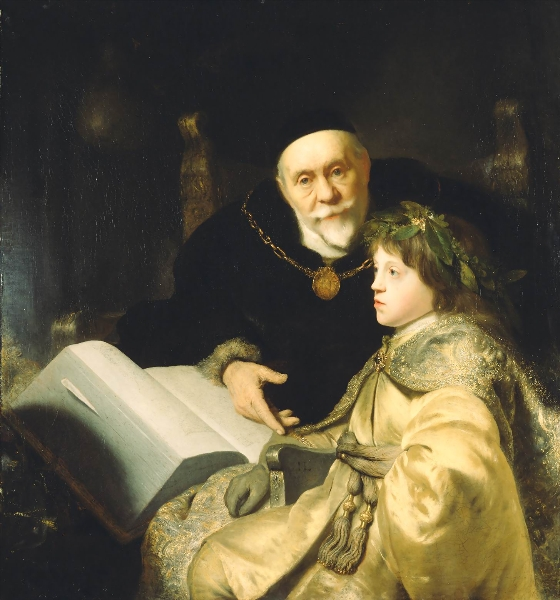
Prins Karel I Lodewijk van de Palts met zijn leraar Wolrad von Plessen, als Aristoteles met de jonge Alexander de Grote, 1631, J. Paul Getty Museum, Los Angeles
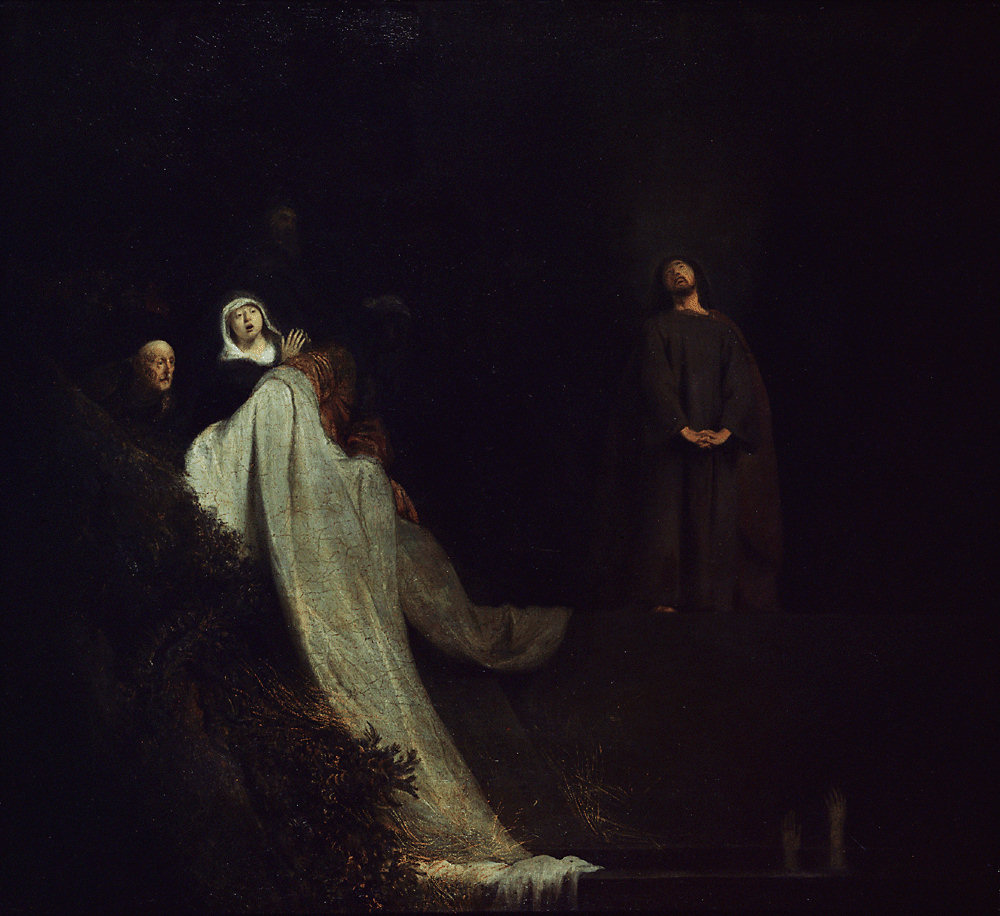
Opwekking van Lazarus, 1631
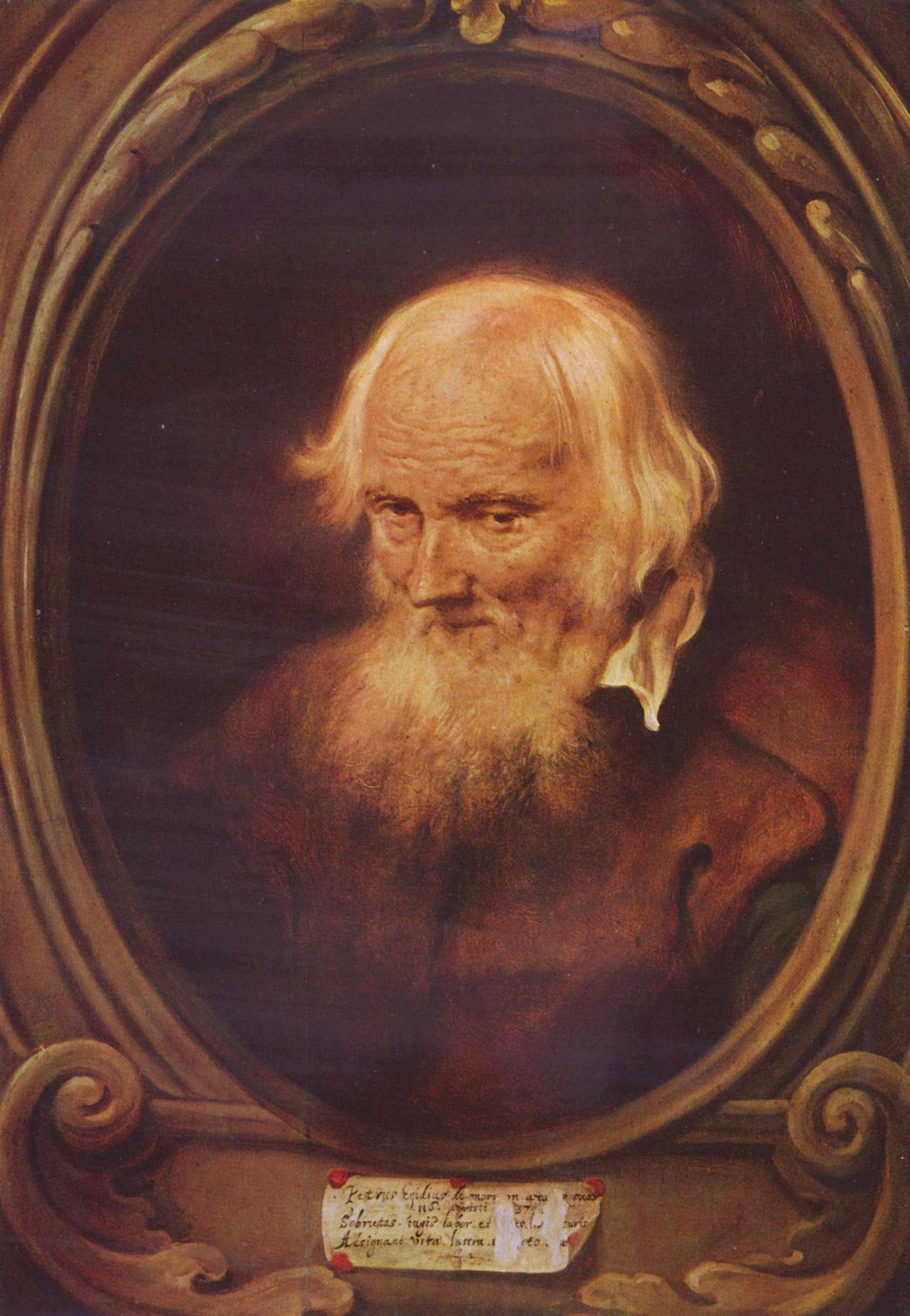
Portret van de stokoude Petrus Egidius de Morrion, 1637
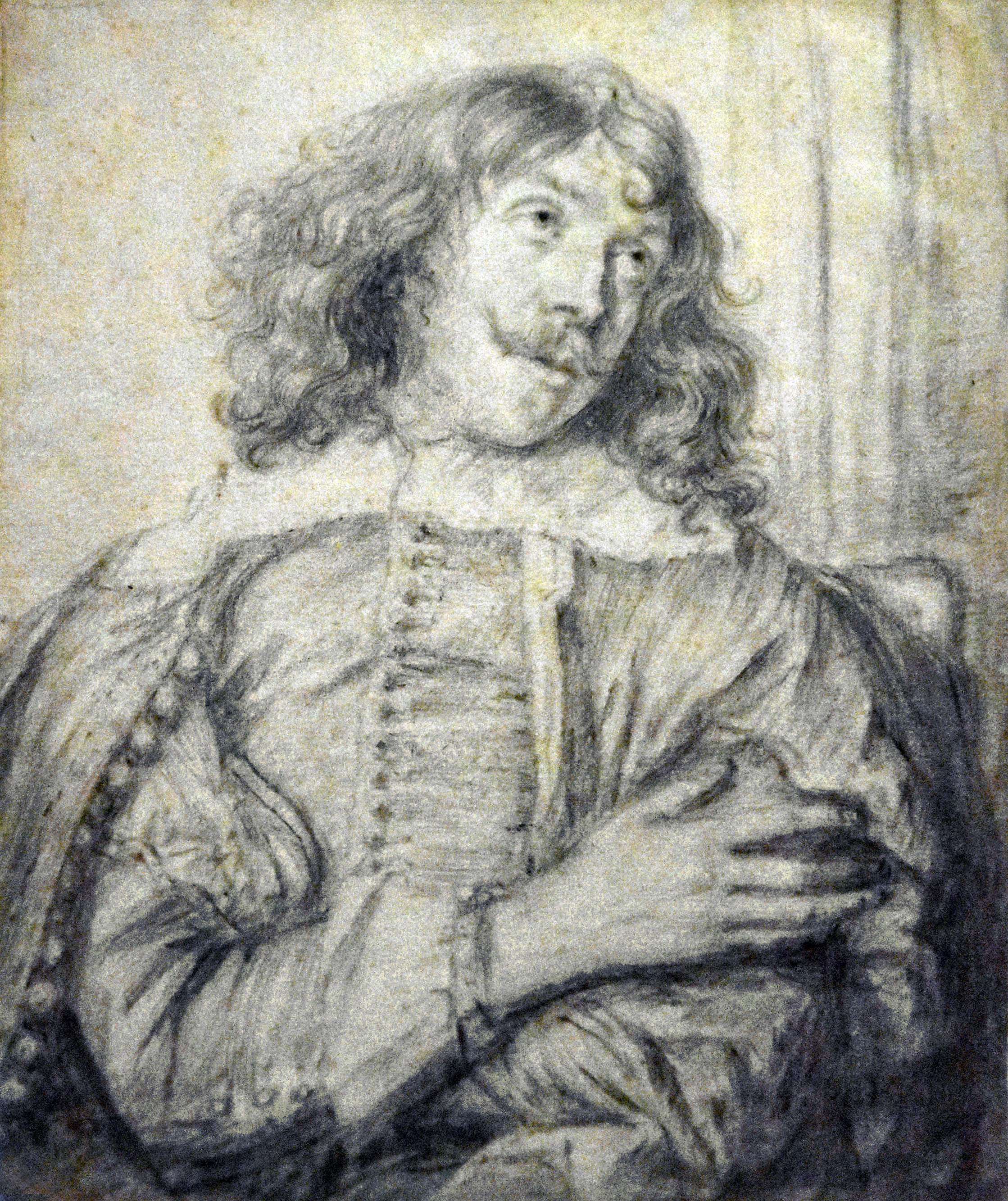
Adriaen Brouwer, ca. 1640 (krijt op papier)
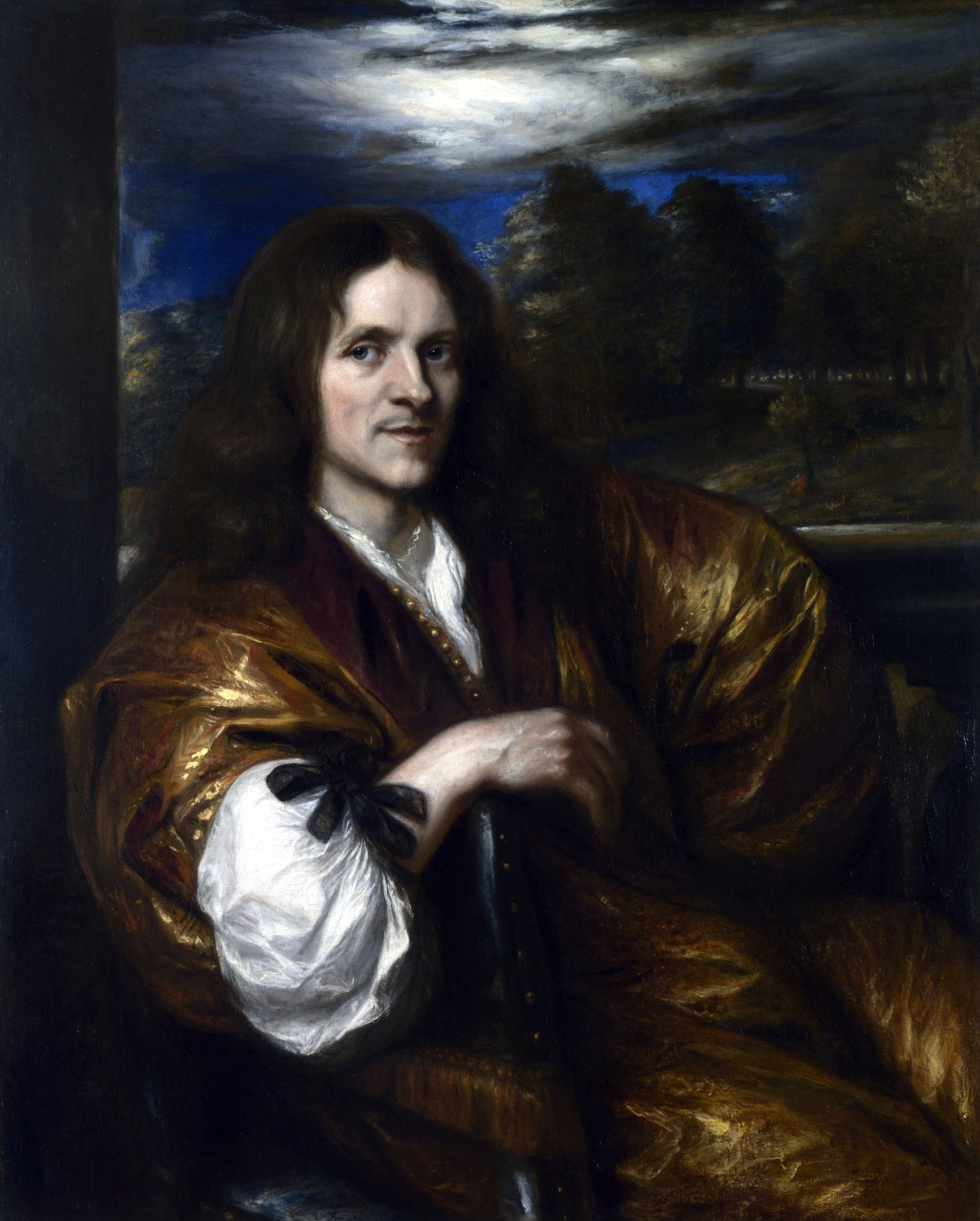
Zelfportret, vroege jaren 1650, National Gallery, Londen
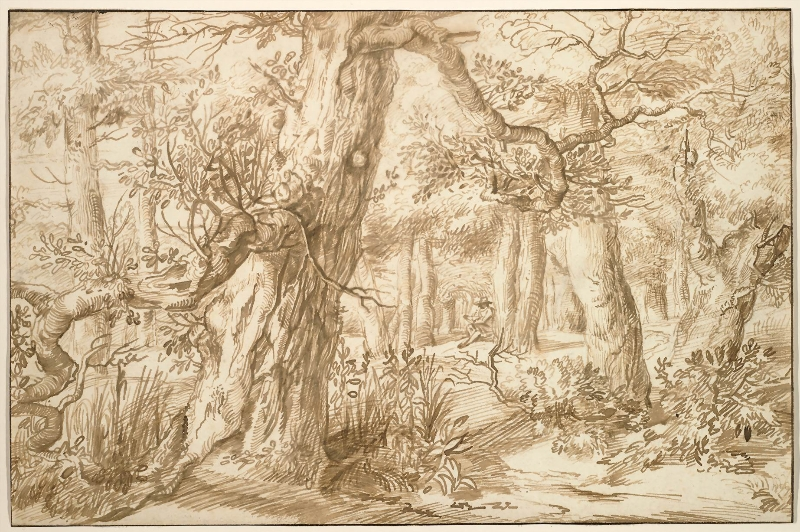
Bosgezicht met een tekenaar, ca. jaren 1660
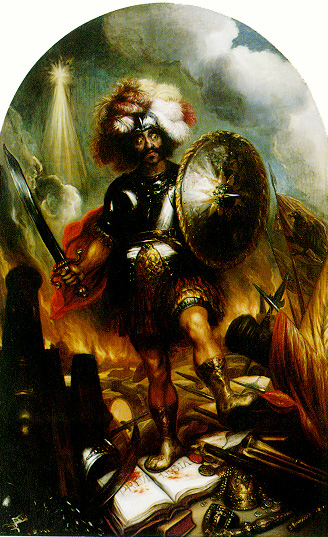
De Oorlog, loopt religie en rechten onder de voet, allegorie, 1664

## Werken (selectie)
- Robert Kerr, 1st earl of Ancram, 1654, National Galleries of Scotland
- Mercurius en Argus, circa 1625-26
- Portret van Joost van den Vondel
- De heilige Hiëronymus als boeteling, circa 1631
- Een portret van Jan Vos (dichter)
- Een portret van René Descartes (1643)
- Een portret van Anna Maria van Schurman (1649)[4]

## Werk in openbare collecties (selectie)
- Amsterdam Museum
- Rijksmuseum Amsterdam[5]
- Museum de Fundatie, Zwolle
- Museum De Lakenhal, Leiden
- National Gallery (Londen)[6]

## Tentoonstellingen (selectie)
- Jan Lievens: A Dutch Master Rediscovered van 26 oktober 2008 t/m 11 januari 2009 in de National Gallery of Art in Washington
- Jan Lievens, loopbaan van een wonderkind van 17 mei t/m 9 augustus 2009 in het Rembrandthuis in Amsterdam
- Jan Lievens: A Dutch Master Rediscovered van 7 februari t/m 26 april 2009 in het Milwaukee Art Museum in Milwaukee